# Збірна Протекторату Богемії та Моравії з хокею із шайбою
Збірна Протекторату Богемії та Моравії з хокею із шайбою — хокейна збірна, яка існувала у 1940 році. Хокейна збірна представляла німецький Протекторат Богемії та Моравії. Збірна брала участь у товариських матчах взимку 1940 року, після серії товариських матчів збірну розформували, а її правонаступником стала збірна Чехословаччини яка представляла Чехословацьку Республіку.

## Історія
Збірна Протекторату Богемії та Моравії провела свою першу гру в січні 1940 року проти збірної Німеччини та здобула перемогу 5:1. У лютому 1940 року зіграли п'ять товариських матчів, три з яких провели у Гарміш-Партенкірхені, а ще дві у Празі. Перший матч у Гарміш-Партенкірхені провели проти збірної Словаччини, здобули найбільшу перемогу у своїй історії 12:0. Інші два матчі зіграли із збірними Італії та Угорщини, виграли відповідно 5:0 та 6:0 . Наступні товариські матчі Збірна Богемії та Моравії проводила у Празі проти збірної Угорщини. Перша гра закінчилась нічиєї 1:1 у другому матчі зафіксована перемога Богемії та Моравії з рахунком 2:1.
Після останньої гри (вона відбулась 7 лютого 1940 року) збірна Протекторату Богемії та Моравії була розпущена, а її правонаступником згодои стане збірна Чехословаччини.

## Статистика зустрічей
Джерело
| Збірна     | І | В | Н | П | Ш     |
| ---------- | - | - | - | - | ----- |
| Угорщина   | 3 | 2 | 1 | 0 | 9 : 2 |
| Словаччина | 1 | 1 | 0 | 0 | 12: 0 |
| Італія     | 1 | 1 | 0 | 0 | 5 : 0 |
| Німеччина  | 1 | 1 | 0 | 0 | 5 : 1 |